# Deutsche Floorball-Kleinfeldmeisterschaft 2012
Die Deutsche Unihockey-Kleinfeldmeisterschaft 2012 wurde am 30. Juni und 1. Juli 2012 in Lilienthal in Niedersachsen ausgespielt. Acht Mannschaften hatten sich zuvor für die Finalrunde qualifiziert und spielten in zunächst zwei Vorrundengruppen um den Einzug in das Halbfinale. Im Finale gewann der Gastgeber TV Lilienthal mit 5:4 gegen den VfL Kaufering.

## Vorrunde

### Gruppe A
| Verein                  | Sp | S | U | N | +  | -  | Pkt |
| ----------------------- | -- | - | - | - | -- | -- | --- |
| VfL Red Hocks Kaufering | 3  | 3 | 0 | 0 | 29 | 12 | 9   |
| TV Lilienthal           | 3  | 2 | 0 | 1 | 30 | 22 | 6   |
| DJK Holzbüttgen         | 3  | 1 | 0 | 2 | 17 | 17 | 3   |
| SG Siems/Tetenbüll      | 3  | 0 | 0 | 3 | 14 | 39 | 0   |

| TV Lilienthal | 4 | – | 3 | DJK Holzbüttgen | 30. Juni 2012 | 09:00 Uhr |

| SG Siems/Tetenbüll | 4 | – | 7 | VfL Red Hocks Kaufering | 30. Juni 2012 | 11:00 Uhr |

| TV Lilienthal | 20 | – | 6 | SG Siems/Tetenbüll | 30. Juni 2012 | 13:00 Uhr |

| DJK Holzbüttgen | 2 | – | 9 | VfL Red Hocks Kaufering | 30. Juni 2012 | 15:00 Uhr |

| DJK Holzbüttgen | 12 | – | 4 | SG Siems/Tetenbüll | 30. Juni 2012 | 17:00 Uhr |

| VfL Red Hocks Kaufering | 13 | – | 6 | TV Lilienthal | 30. Juni 2012 | 19:00 Uhr |

### Gruppe B
| Verein                  | Sp | S | U | N | +  | -  | Pkt |
| ----------------------- | -- | - | - | - | -- | -- | --- |
| SV Int. Schule Hannover | 3  | 2 | 0 | 1 | 52 | 25 | 6   |
| TV Südkamen             | 3  | 2 | 0 | 1 | 36 | 22 | 6   |
| USV Jena                | 3  | 2 | 0 | 1 | 23 | 22 | 6   |
| Berlin Broilers         | 3  | 0 | 0 | 3 | 17 | 59 | 0   |

| SV Int. Schule Hannover | 10 | – | 15 | TV Südkamen | 30. Juni 2012 | 10:00 Uhr |

| TV Südkamen | 19 | – | 5 | Berlin Broilers | 30. Juni 2012 | 12:00 Uhr |

| SV Int. Schule Hannover | 28 | – | 6 | Berlin Broilers | 30. Juni 2012 | 14:00 Uhr |

| TV Südkamen | 2 | – | 7 | USV Jena | 30. Juni 2012 | 16:00 Uhr |

| Berlin Broilers | 6 | – | 12 | USV Jena | 30. Juni 2012 | 18:00 Uhr |

| USV Jena | 4 | – | 14 | SV Int. Schule Hannover | 30. Juni 2012 | 20:00 Uhr |

## Platzierungsspiele

### Spiel um Platz 7
| SG Siems/Tetenbüll | 17 | – | 7 | Berlin Broilers |  |  |

### Spiel um Platz 5
| DJK Holzbüttgen | 10 | – | 2 | USV Jena |  |  |

## Finalrunde

### Halbfinale
| VfL Red Hocks Kaufering | 7 | – | 6 | TV Südkamen |  |  |

| TV Lilienthal | 18 | – | 5 | SV Int. Schule Hannover |  |  |

### Kleines Finale
| TV Südkamen | 7 | – | 12 | SV Int. Schule Hannover |  |  |

### Finale
| VfL Red Hocks Kaufering | 4 | – | 5 | TV Lilienthal |  |  |

## Endplatzierungen
| Kleinfeldmeisterschaft 2012 | Kleinfeldmeisterschaft 2012 |
| --------------------------- | --------------------------- |
| Platz 1                     | TV Lilienthal               |
| Platz 2                     | VfL Red Hocks Kaufering     |
| Platz 3                     | SV Int. Schule Hannover     |
| Platz 4                     | TV Südkamen                 |
| Platz 5                     | DJK Holzbüttgen             |
| Platz 6                     | USV Jena                    |
| Platz 7                     | SG Siems/Tetenbüll          |
| Platz 8                     | Berlin Broilers             |

## Scorerliste
1. Jeffrey Keller (Hannover) – 27 Tore + 15 Vorlagen = 42 Punkte
2. Maurice Keller (Hannover) – 19 Tore + 16 Vorlagen = 35 Punkte
3. Niklas Koschwitz (Siems/Tetenbüll) – 13 Tore + 10 Vorlagen = 23 Punkte
4. Viktor Klewno (Südkamen) – 16 Tore + 5 Vorlagen = 21 Punkte
5. Raven Hoffmann (Südkamen) – 5 Tore + 16 Vorlagen = 21 Punkte